# Zebrinha
Zebrinha ou "Zebrinha da Loteria Esportiva" ou "Zebrinha do Fantástico", é uma personagem criada pelo caricaturista e diretor de televisão Borjalo (pseudônimo de Mauro Borja Lopes - Pitangui, MG, 1925 - Rio de Janeiro, RJ, 2004), para informar os resultados da Loteria Esportiva na Rede Globo.
Já caricaturista internacionalmente famoso, Borjalo começou seu trabalho em TV no início dos anos 60. Com a intenção de integrar a caricatura à televisão,  passou a ilustrar os programas que dirigia com cartões-truca (caricaturas em papel-cartão com olhos e boca móveis, para dar a impressão de que "falavam". Atores e/ou locutores dublavam os bonecos). Borjalo apelidou aquelas caricaturas de Bonecos Falantes.
Com o enorme sucesso da Loteria Esportiva no início dos anos 70, Borjalo identificou uma boa oportunidade de alavancar a audiência da programação da Rede Globo: criar uma personagem carismática para informar os resultados dos testes semanais. Na gíria da época, "zebra" era um resultado inesperado no futebol, numa alusão ao Jogo do Bicho (zebra é um animal que não existe naquele jogo, portanto, é um resultado impossível de acontecer).
Em 1972, Borjalo criou uma zebra falante para o Jornal Nacional de domingo. A edição dominical do JN foi uma experiência de programação que durou pouco, e a Zebrinha foi "transferida" para o programa Fantástico, desde sua estreia em agosto de 1973. O sucesso da personagem foi tão grande, que a Caixa Econômica Federal ofereceu uma enorme quantia a Borjalo, para que ele autorizasse a transformação da Zebrinha em marca oficial da Loteria Esportiva. Borjalo recusou, alegando que, por ser ele funcionário da Rede Globo, criou a Zebrinha para a Rede Globo...
A primeira voz da Zebrinha foi a do ator Pedro Braga, que muito contribuiu com a personagem, ao criar o bordão "Olha eu aí! Zêêêbra!!!". Algum tempo depois da estréia, Braga foi substituído pela atriz Maralisi Tartarini, que emprestou sua voz à personagem até a retirada do ar. A Zebrinha permaneceu na tela da Globo até a Copa do Mundo de 1986. A Loteria Esportiva já não atraia tantos apostadores, e os recursos da computação gráfica deixava os cartões-truca para trás.